# آسیاب‌بادی‌های خواف
آسیاب‌بادی‌های خواف مربوط به دوره قاجار است و در شهرستان خواف، شهر خواف - میدان خاتم الانبیاء - خیابان مدرس - مدرس ۱۱ واقع شده و این اثر با شمارهٔ ثبت ۲۹۰۶۸ به‌عنوان یکی از آثار ملی ایران به ثبت رسیده‌است.